# 平結
平結是一種古老而簡單的繩結，常用來綁東西及連結兩條繩子。因其平整且容易拆解的特性，也是在急救時用來固定三角巾做成的繃帶的結。其結型為左右兩個環互相套住，不熟悉的人易打成死結。
在急救场合中非常实用，尤其是用于固定三角巾制作的绷带。平结的形成方式是将左右两个环交互穿套，但对于初学者来说，稍有不慎便会打成难以解开的死结。正确打平结不仅能确保结实牢固，还能在需要时快速松开，因而在各类户外活动、医疗急救和手工编织中都十分受欢迎。

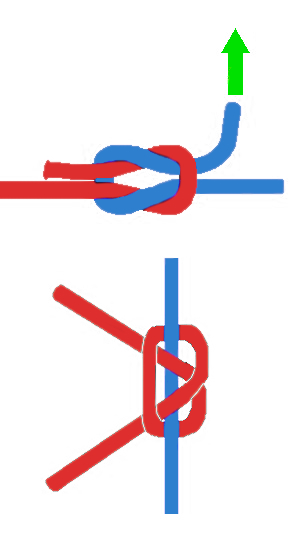
只要將一側的繩尾拉開，平結可以輕易解開。